# 紐約市的媒體
紐約市被稱為“世界媒體之都”。 紐約市的媒體具有國際影響力，這其中包括世界上一些最重要的報紙、最大的出版社和唱片公司，以及出產最多的电视工作室。同時它也是全球圖書、雜誌、音樂、報紙及電視行業的主要中心。
紐約市是北美地區最大的媒體市場（其次是洛杉磯、芝加哥和多倫多）。 位於該市的一些主要傳媒集團包括有線電視新聞網（華納媒體新聞與體育）、赫斯特公司、NBC環球、紐約時報公司、福斯公司、新聞集團、湯森路透、華納媒體與派拉蒙全球等。全球排名前八的廣告公司有七家的總部位於紐約市。 “四大唱片公司”中的三家將它的總部或聯合總部設立在紐約市。三分之一的美國獨立電影在紐約市製作。 200多家報紙及350多家消費類雜誌在紐約市設有辦事處， 而在該市從事圖書出版業的工作人員達25,000人。
全美發行量最大的三份全國性日報中有兩份的出版總部位於紐約市，它們是《華爾街日報》和《紐約時報》；其中《紐約時報》獲得最多次的“普利策新聞獎”的褒獎，並被譽為是美國媒體的“檔案記錄報”。 紐約市的主要小報包括1919年由約瑟夫·梅迪爾·帕特森創辦的《紐約每日新聞》和1801年由亞歷山大·漢密爾頓創辦的《紐約郵報》。 《新聞日報》是長島的一份報紙，但也在紐約市內發行。該市還有一個主要的民族出版社，用四十多種語言出版發行270種報紙和雜誌。 《每日新聞報》是紐約發行量最大的西班牙語日報，同時也是美國歷史最悠久的日報。 在哈林區出版的《紐約阿姆斯特丹新聞》是美國一份著名的非裔美國人報紙。《鄉村之聲》曾是美國最大的非主流報紙，直至其於2018年停刊。
美國的電視產業於紐約市興起並成為其支柱產業。全美四大無線電視網——美國廣播公司、哥倫比亞廣播公司、福斯廣播公司和全國廣播公司都將其總部設立於紐約市；而許多有線電視頻道公司的總部也在此，例如：有線電視新聞網、MSNBC、音樂電視網、福斯新聞台、HBO和喜劇中心等。在2005年，紐約市就錄製了100部電視節目。 而紐約市也是美國非商業電視的主要中心。美國最資深的公用有線電視是曼哈頓社區電視網。 WNET是紐約市的主要公共電視頻道，同時也是全美公共廣播服務機構——公共廣播電視公司的節目主要提供者。WNYC是紐約市於1997年前擁有的公共廣播電台，它有美國最大的公共廣播收聽人口規模。 紐約市同時還運營著一家公共廣播服務公司——NYC媒體，它所製作的原創節目獲得好幾個紐約艾美獎；其內容涵蓋了城市社區的音樂與文化，同時還包括市府公共內容等。
紐約市也是許多在線媒體公司的總部所在地，這包括了雅虎和美國在線品牌下所運營的業務，以及BuzzFeed和Vice Media。

## 媒體行業的概況

### 圖書出版
美國圖書出版業的總部就在紐約市。該市囊括了從大型出版集團的企鵝集團、哈珀柯林斯、蘭登書屋、學樂、西蒙與舒斯特、麥克米蘭公司等到中小型出版公司的梅爾維爾書屋（Melville House）、李與洛圖書等各種規模的出版社。紐約市同時也是許多著名作品的創作地，而其中不少作品的作者本身就是紐約人，例如保羅·奧斯特、堂·德里羅、布列特·伊斯頓·艾利斯、喬納森·薩夫蘭·福爾、強納森·法蘭森、鍾芭·拉希莉、強納森·列瑟、約翰·奧哈拉、多蘿西·帕克、托馬斯·品欽和蘇珊·桑塔格等。紐約市都會區分別是除以色列和意大利之外，猶太人和意大利人最大的聚居區，因此這裡也成了美國猶太文學和美國意大利文學的發祥地。
美國筆會也位於紐約市，它是全球最資深的人權與文學組織——國際筆會下屬100多個組織中最大的一個。美國筆會在紐約文學界發揮著重要作用，它積極捍衛言論自由、促進文學發展和培養國際文學界友誼。
美國一些重要的文學期刊也在紐約市，例如《巴黎評論》、《紐約書評》、《n+1》、《紐約季刊》等。其他在紐約出版的文學期刊還有《圓周線（Circumference）》、《開放城市（Open City）》、《曼哈頓評論（The Manhattan Review）》、《棺材工廠》、《籬笆（Fence）》和《泰樂斯（Telos）》等。而格蘭塔美國總部也設立於此。

### 電影行業

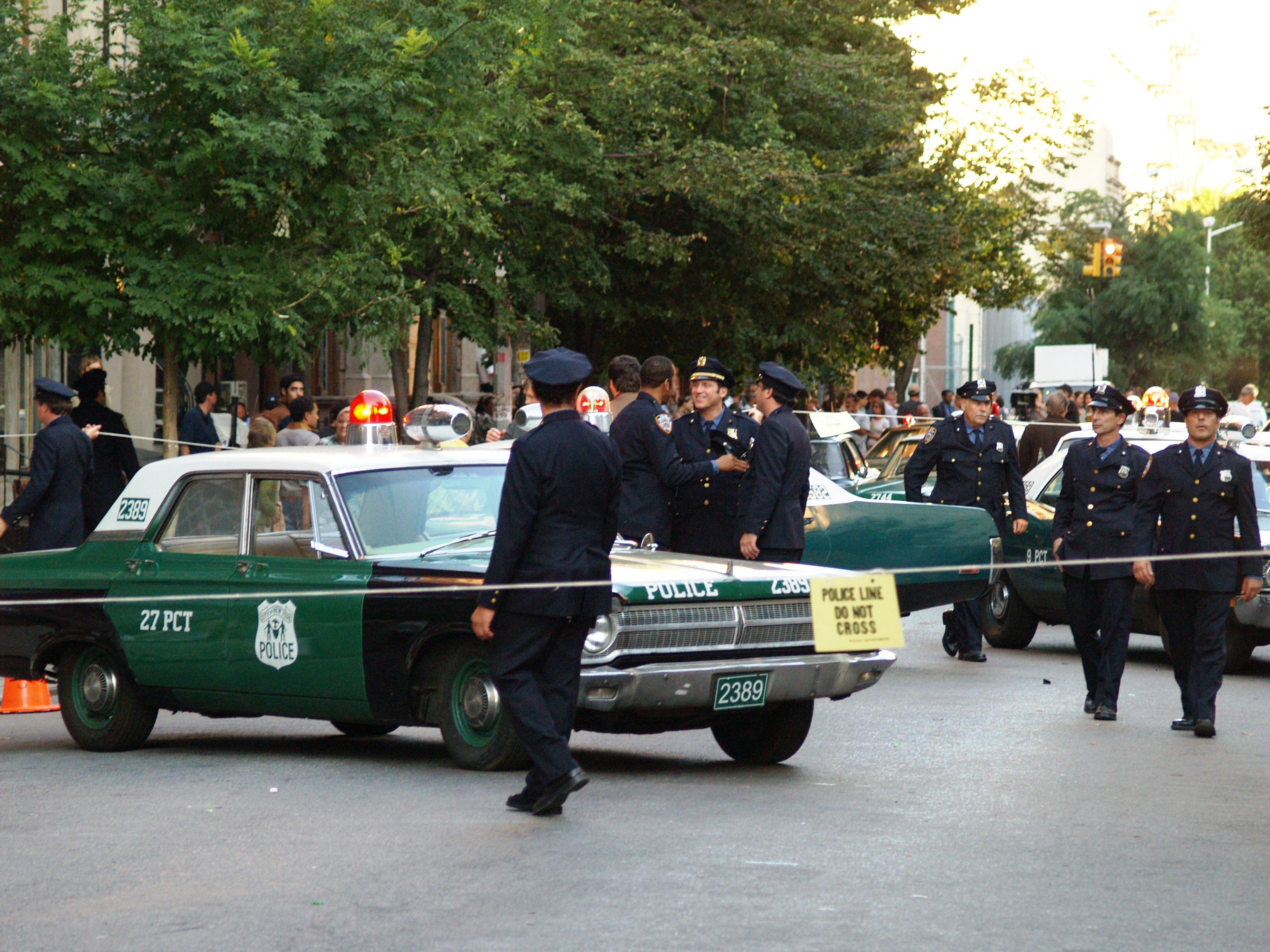
在紐約東村正在使用古董警車拍攝一部時代電影。紐約市是一個包容拍攝的地點，同時也是頻繁出現在故事情節中的場景。

紐約市是美國娛樂產業的重鎮，許多電影、電視劇、圖書及其他媒體都將場景設立於此。 截至2021年，紐約市是美國國內第二大電影與電視製作中心，每年約製作200部劇情長片，從業人員達130,000人。電影娛樂業在紐約市一直處於增長狀態，截至2015年，它們就為紐約市的經濟貢獻了近90億美元。 按數量計算，紐約市在獨立電影的製作領域處於全球領先地位——全美約有三分之一的獨立電影皆產自此地。 獨立商業製作協會的總部也位於紐約市。 僅在2014年的前五月，在紐約市製作的電視劇試播集總數就超過2013年的全年製作數量，達到了創紀錄的水平。 同時，紐約市也以同樣的規模超過洛杉磯市成為2013－14播出季的北美頂級城市。 國際電影製作人也在紐約市佔有重要地位。
在美國電影工業的發展早期，紐約市是電影製作的中心。但是由於好萊塢的乾燥氣候和洛杉磯市在當時所給予的拍攝優惠稅收政策都導致加利福尼亞州在整個20世紀的大部分時間裡成為電影製作的最佳選擇。考夫曼·阿斯托里亞片場修建於默片時代，馬克思兄弟和W·C·菲爾德斯等人都在這裡錄影；後來它在皇后區擴大了規模。《考斯比一家》、《芝麻街》及伍迪·艾倫的電影都曾在這裡取景。新建成的斯泰納片場是一個佔地61,000平方（15英畝）的現代化電影製作片場綜合體，其位於前造船廠；這裡曾經拍攝了電影《金牌監製》及史派克·李的作品《臥底》。
紐約市曾經並且現在在一定程度上依然佔據著美國動畫產業的重要地位。直至1938年，它依然是弗萊捨工作室的總部；該工作室曾為派拉蒙影業製作了《大力水手》、《貝蒂娃娃》、《彩色經典》等系列動畫短片。同時直到1937年，它也是凡·佈勞恩工作室的總部所在地；該工作室為雷電華電影製作系列動畫短片。而從1943年到1960年代，它是著名工作室（Famous Studios）的總部；該工作室在這個時期取代了弗萊捨工作室為派拉蒙影業製作《大力水手》系列動畫短片。目前，紐約市在美國動畫產業界的地位相當於是洛杉磯市（美國大部分動畫作品的製作地）的替代方案，這個城市有幾所與動畫製作相關的學校或學校項目，可以為動畫師提供任何從廣告到電影等形式的動畫製作工作。
銀杯片場已在長島市完成了擴建，擁有眾多的攝影棚、製作與演播支持空間、媒體及娛樂公司的辦公室、商店、多達1000套房間的高層塔式公寓樓、一個餐飲大廳及一個文化機構。該片場位於東河的皇后區沿岸，可以俯瞰整個曼哈頓；它是美國東岸最大規模的片場。但是位於布魯克林的斯泰納片場卻擁有最大的單體攝影棚。“十大電影公司”的米拉麥克斯影業在2010年1月將其總部從紐約市遷至加利福尼亞州伯班克市之前，它都是紐約市最大的電影製作與發行公司。目前，許多小型電影製片商或發行商的總部都在紐約市。

#### 電影相關列表
- 紐約市電影節列表（英语：List of film festivals in the United States）
- 紐約市影視片場列表（英语：List of New York City television and film studios）

### 雜誌期刊
紐約市在美國雜誌出版方面有著悠久的歷史。
| - 《公告牌》 - 《彭博商業周刊》 - 《布魯克林雜誌》 - 《布魯克林鐵路》 - 《城市邊界》 - 《時尚COSMO》 - 《娛樂周刊》 | - 《GO》 - 《時尚芭莎》 - 《L雜誌》 - 《思想》 - 《曼哈頓公司》 - 《紐約》 - 《紐約客》 | - 《新一代雜誌》 - 《滾石》 - 《17》 - 《真實交易》 - 《暫停》 - 《時代》 - 《時尚》 |

### 音樂行業
總部位於紐約市的美國無線電公司曾是1930年代全美最大的留聲機設備製造商。在19世紀末到20世紀初，美國的許多活頁樂譜——特別是當時的流行樂，而現在則是標準樂——都是在錫盤巷印刷的；而錫盤巷之所以得此名是由於在樂譜出版社內部戲謔在鋼琴上不斷測試新歌的聲音仿佛在敲擊錫盤。而到了1960年代初期，大量百老匯黃金時代的廣播與音樂劇明星讓布裡爾大廈有了“布裡爾之聲”的稱呼。
1960年代中期，騷沙音樂開始在紐約市興起。這其中不乏法尼亞唱片的大力推廣；而它們所創作的一種高度優美的“法尼亞之聲”一度成為騷沙音樂的代名詞。
而在1980年代和1990年代，包括Def Jam、Roc-A-Fella和壞男孩在內的嘻哈音樂廠牌陸續在紐約市成立，他們聯合創造了所謂的東海岸嘻哈的流行。時至今日，這些廠牌依舊是全球最大的嘻哈廠牌之一。而除此之外，過去和現在在紐約市具有影響力的廠牌還有Cold Chillin、Jive、喧嘩、Rawkus、湯米小子等。
“四大唱片公司”中的索尼音樂娛樂及華納音樂集團將其總部設立於紐約市；而音樂電視網的全球總部也位於此。
許多音樂雜誌的出版社也位於紐約市，這包括《攪拌》、《朋克》、《疾馳》和《滾石》等。

### 新聞報紙

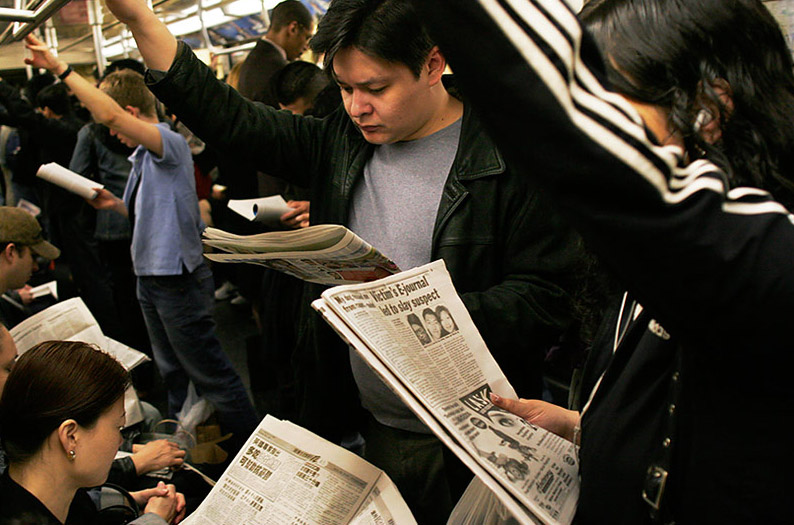
通勤時段在紐約公交上讀報的人們。

全美發行量前十的報紙中有4家於紐約市出版，這其中包括：《華爾街日報》、《紐約時報》（發行量571,500份）、《紐約郵報》（發行量414,254份）和《紐約每日新聞》（發行量227,352份）。其中《華爾街日報》根據其統計方法計算，它以220萬訂閱用戶的體量而常年位居美國報刊閱讀量的前兩名。 《每日新聞報》（發行量265,000份）是紐約市最大的西班牙語報紙，同時也是全美最古老的日報。 此外還有立足於特定行政區的報紙，例如：《布魯克林每日鷹報》和《史泰登島前進報》等。紐約市的免費報紙主要是分發給通勤者，這包括《上午紐約報》、《今日報》和《紐約都會地鐵報》等。除了印刷版報紙之外，《布魯克林人》是紐約市一家每日新聞數字報紙，主要報道布魯克林區的新聞和事件。
由於紐約市是一個多民族、多宗教人口聚居的城市，因此該市的各族群媒體也是數量眾多且規模較大。這其中的主要報紙有：針對布魯克林區和皇后區羅馬天主教信徒的報紙——《碑報》；針對美籍猶太人的報紙——《前方報》，該報於1897年創刊，目前以意第緒語和英語出版；以及針對非裔美國人的報紙——創刊於1909年的《紐約阿姆斯特丹新聞報》和總部位於布魯克林的《我們的時代報》。紐約市有七份中文日報（包括《多維新聞》、《看中國》、《星島日報》、《世界日報》等）和四份西班牙語日報。此外還有其他日報以意大利語、希臘語、波蘭語和韓語出版。並且還有週報服務於紐約市十幾個族裔群體，其中有十份週報專注於服務非裔美國人。 許多面向美國全國發行的少數民族報紙總部都位於皇后區的阿斯托里亞、曼哈頓區的唐人街和布魯克林區。紐約市擁有超過60個民族，使用42種語言出版了200多種非英語的報紙和雜誌；這其中包括95種非英語類報紙和30家非英語的本地廣播電台。
族群多樣性並不是紐約市報刊豐富性的唯一原因，該市同樣也有許多不同立場的報紙媒體。從社論持左派立場的另類報紙《乡村之声》到保守立場的《紐約郵報》，還有以非常視角報道本地政治及富豪權貴的《紐約觀察家報》。新聞自由的傳統很大程度上要歸功於紐約出版商約翰·彼得·曾格，他在1735年那具有里程碑意義的案件中被判無罪，這開創了一個先例，即真相是對毀謗指控的合法辯護。
強調報道紐約市以外紐約大都會區的主要報紙有：側重報道長島市但也包括紐約市（主要是皇后區和布魯克林區）的《新聞日報》；側重報道哈德遜河北岸西徹斯特郡的《新聞報》；側重報道新澤西州北部、紐約灣地區及哈德遜河西岸的《記錄報》和《星紀事報》。

### 在線媒體
紐約市的數字公司也被稱為“硅巷”，包括軟件公司和所謂的“內容提供商”公司。前者有Tumblr（目前屬於Automattic）、Foursquare和美國在線等；而後者則有G/O傳媒、BuzzFeed（自2020年起屬於赫芬頓郵報）和Weblogs公司（目前屬於雅虎）等。諷刺報紙《洋蔥報》（2013年之後僅供在線閱讀）於2010年到2012年期間將總部設立於紐約市。

### 廣播電台

#### 調幅電台
| 電台名                                           | 主要廣播頻率 （單位：千赫兹） | 台址所在地※        | 電台類型                   |
| ------------------------------------------------ | ----------------------------- | ------------------ | -------------------------- |
| WMCA                                             | 570                           |                    | 基督教                     |
| WSNR                                             | 620                           | 新澤西州澤西市     | 俄語 / 綜合                |
| WFANα                                            | 660                           |                    | 體育                       |
| WORα                                             | 710                           |                    | 保守派談話                 |
| WABCα                                            | 770                           |                    | 保守派談話                 |
| WNYC†                                            | 820                           |                    | 談話 / NPR☆                |
| WCBSα                                            | 880                           |                    | 全新聞                     |
| WPAT                                             | 930                           | 新澤西州帕特森     | 代理 / 族群                |
| WNYM                                             | 970                           | 新澤西州哈肯薩克   | 保守派談話                 |
| WINS                                             | 1010                          |                    | 全新聞                     |
| WEPN                                             | 1050                          |                    | 體育                       |
| WHLIβ                                            | 1100                          | 紐約州亨普斯特德村 | 懷舊                       |
| WBBRα                                            | 1130                          |                    | 彭博廣播                   |
| WVNJ†                                            | 1160                          | 新澤西州奧克蘭     | 相關廣播☆                  |
| WLIB                                             | 1190                          |                    | 福音音樂                   |
| WFASγ                                            | 1230                          | 紐約州白原市       | 保守派談話                 |
| WGBB                                             | 1240                          | 紐約州弗裡波特     | 多語 / 代理                |
| WADO                                             | 1280                          |                    | 西語 / 體育                |
| WWRV                                             | 1330                          |                    | 西語 / 基督教音樂 / 基督教 |
| WKDM                                             | 1380                          |                    | 國語 / 西語                |
| WNSW†                                            | 1430                          | 新澤西州紐瓦克     | 相關廣播☆                  |
| WVOX                                             | 1460                          | 紐約州新羅謝爾     | 代理 / 生命之樂☆           |
| WZRC                                             | 1480                          |                    | 粵語                       |
| WJDMβ                                            | 1520                          | 紐約州米尼奧拉     | 西語 / 基督教              |
| WFME                                             | 1560                          |                    | 家庭廣播☆                  |
| WWRL                                             | 1600                          |                    | 黑色信息網☆                |
| WWRU                                             | 1660                          | 新澤西州澤西市     | 韓語                       |
| WQFG689                                          | 1710                          | 新澤西州澤西市     | 交通資訊                   |
| 註解： 1. †代表非商業電台；☆代表其為電台聯播網。 |                               |                    |                            |

#### 調頻電台
| 電台名                                                          | 主要廣播頻率 （單位：兆赫茲） | 台址所在地※            | 電台類型                     |
| --------------------------------------------------------------- | ----------------------------- | ---------------------- | ---------------------------- |
| WCWP†                                                           | 88.1                          | 紐約州布魯克維爾       | 校園 / 綜合                  |
| WBGO†                                                           | 88.3                          | 新澤西州紐瓦克         | 爵士樂 / NPR☆                |
| WRHU†                                                           | 88.7                          | 紐約州亨普斯特德       | 校園 / 綜合                  |
| WSIA†                                                           | 88.9                          |                        | 校園 / 另類搖滾樂            |
| WNYU-FM†                                                        | 89.1                          |                        | 校園 / 綜合                  |
| WSOU†                                                           | 89.5                          | 新澤西州南奧蘭治       | 校園 / 搖滾樂                |
| WKCR-FM†                                                        | 89.9                          |                        | 校園 / 綜合                  |
| WKRB†                                                           | 90.3                          |                        | 校園 / 當代流行樂            |
| WFUV†                                                           | 90.7                          |                        | 成人專輯另類樂 / NPR☆        |
| WFMU†                                                           | 91.1                          | 新澤西州澤西市         | 校園 / 自選音樂              |
| WNYE†                                                           | 91.5                          |                        | 綜合 / NPR☆                  |
| WNYF                                                            | 92.3                          |                        | 另類搖滾樂                   |
| WFME-FM†                                                        | 92.7                          | 紐約州花園城           | 家庭廣播☆                    |
| WPAT-FM                                                         | 93.1                          | 新澤西州帕特森         | 巴洽達樂 / 雷鬼動樂 / 熱帶樂 |
| WVIP                                                            | 93.5                          | 紐約州新羅謝爾         | 加勒比樂                     |
| WNYC-FM†                                                        | 93.9                          |                        | 談話 / NPR☆                  |
| WXBK                                                            | 94.7                          | 新澤西州紐瓦克         | 經典嘻哈樂                   |
| WPLJ†                                                           | 95.5                          |                        | K愛廣播☆                     |
| WXNY-FM                                                         | 96.3                          |                        | 西語 / 當代成人節奏樂        |
| WARW†                                                           | 96.7                          | 紐約州切斯特港         | 天空壹號☆                    |
| WQHT                                                            | 97.1                          |                        | 當代都市流行樂               |
| WSKQ-FM                                                         | 97.9                          |                        | 熱帶樂                       |
| WKJY                                                            | 98.3                          | 紐約州亨普斯特德       | 當代成人樂                   |
| WEPN-FM                                                         | 98.7                          |                        | 體育                         |
| WBAI†                                                           | 99.5                          |                        | 太平洋廣播☆                  |
| WHTZ                                                            | 100.3                         | 新澤西州紐瓦克         | 當代流行                     |
| WHUD                                                            | 100.7                         | 紐約州皮克斯基爾       | 當代成人樂                   |
| WCBS-FM                                                         | 101.1                         |                        | 經典熱門                     |
| WFAN-FM                                                         | 101.9                         |                        | 體育                         |
| WNEW-FM                                                         | 102.7                         |                        | 當代成人樂                   |
| WKTU                                                            | 103.5                         | 紐約州成功湖           | 當代成人節奏樂               |
| WFAS-FM                                                         | 103.9                         | 紐約州布隆克維         | 保守派談話                   |
| WAXQ                                                            | 104.3                         |                        | 經典搖滾樂                   |
| WWPR-FM                                                         | 105.1                         |                        | 當代都市流行樂               |
| WDHA-FM                                                         | 105.5                         | 新澤西州多佛市         | 主流搖滾樂                   |
| WQXR-FM†                                                        | 105.9                         | 新澤西州紐瓦克         | 古典樂                       |
| WLTW                                                            | 106.7                         |                        | 當代成人樂                   |
| WXPK                                                            | 107.1                         | 紐約州布萊爾克利福馬諾 | 成人專輯另類樂               |
| WBLS                                                            | 107.5                         |                        | 當代都市成人樂               |
| 註解： 1. †代表非商業電台，如：公共廣播、校園廣播或教育廣播等。 |                               |                        |                              |

#### 已關停電台
| 電台名                 | 電台台址           | 存續時間                        | 後續發展                     |
| ---------------------- | ------------------ | ------------------------------- | ---------------------------- |
| 2XG / WJX              | 紐約州紐約市       | 1915年－1917年 / 1920年－1924年 | 不適用                       |
| W2XEA / KE2XCC         | 新澤西州阿爾派恩   | 1945年－1954年                  | 不適用                       |
| W2XMN                  | 新澤西州阿爾派恩   | 1936年－1949年                  | 不適用                       |
| W31NY / WFMN           | 新澤西州阿爾派恩   | 1941年－1953年                  | 不適用                       |
| WDT                    | 紐約州紐約市       | 1921年－1923年                  | 不適用                       |
| WDY                    | 新澤西州羅塞爾帕克 | 1921年－1922年                  | 不適用                       |
| WJDM                   | 新澤西州伊麗莎白   | 1970年－2019年                  | 不適用                       |
| WGYN                   | 紐約州紐約市       | 1941年－1950年                  | 不適用                       |
| WJY                    | 新澤西州霍博肯     | 1921年7月2日                    | 不適用                       |
| WJY                    | 紐約州紐約市       | 1923年－1927年                  | 後與WJZ合併成為現在的WABC。  |
| W63NY / WHNF / WMGM-FM | 紐約州紐約市       | 1942年－1955年                  | 不適用                       |
| WBBR / WPOW            | 紐約州紐約市       | 1924年－1984年                  | 後與WNYM合併成為現在的WWRV。 |
| WNNJ / WPAT-FM         | 新澤西州帕特森     | 1949年–1951年                   | 不適用                       |
| WRNY                   | 紐約州紐約市       | 1928年–1934年                   | 後與WHN合併成為現在的WEPN。  |
| WWDX                   | 新澤西州帕特森     | 1947年–1949年                   | 不適用                       |

### 電視行業
紐約市是美國三大傳統無線電視聯播網——ABC電視網、CBS電視網、NBC電視網，以及西班牙語電視網——環球電視網的總部所在地。它們每家均在當地擁有自有自營電視台，並都將該電視台作為其電視網的旗艦電視台。這裡同樣也是幾個大型有線電視網的總部所在地，例如：音樂電視網、福斯新聞台、HBO和喜劇中心等。黑人娛樂電視台的總部則位於57街。格林·貝克的烈焰電視台也在曼哈頓設立了辦事處。
位於皇后區的銀杯片場是熱門電視連續劇《慾望城市》和《黑道家族》的製作片場。音樂電視網從其可以俯瞰時報廣場的攝影棚製作節目，該攝影棚距離艾德·沙利文劇院只有幾個街區；艾德·沙利文劇院是錄製《斯蒂芬·科拜爾晚間秀》的片場。《週六夜現場》則是在位於洛克斐勒中心30號的NBC演播廳錄製，而這裡同樣還是《吉米·法倫今夜秀》、《賽斯·梅耶斯深夜秀》、《NBC晚間新聞》及《今天》等節目的錄製場地。《科拜爾報告》由喜劇中心在57街錄製；而《每日秀》則在距離此地幾個街區的第十一大道與西53街交界處錄製。而有超過1,000人參與了電視劇《法律與秩序》的製作。根據紐約市長辦公室傳媒與娛樂工作組的介紹，2005年在紐約市共有100餘部全新或回歸電視劇在錄製。
WNET是紐約市內最大的公共電視台，同時也是美國公共廣播電視公司的主要節目提供者。而全美歷史最悠久的公用電視網則是紐約市的曼哈頓社區電視網，它以製作不拘一格的本地原創公共電視節目而享譽國際，從爵士樂播出時間到勞工問題討論環節，甚至還包括外語教學及宗教節目。除此之外，紐約市還有其他8家公共電視頻道，其中就包括布魯克林社區公用電視台（Brooklyn Community Access Television）。作為獲得紐約市本地使用權的部分協議，紐約市各大有線電視接入商都為公共、教育及政府事務公用頻道組織提供了節目編排。並且它們還在各自的頻道套餐裡包含了紐約州立法頻道，只要用戶的頻道帶寬足夠支持。此外還值得關注的一個電視頻道便是紐約一台。該頻道成立於1992年，是時代華納有線的第一家本地新聞頻道。2016年5月，特許通訊收購了紐約一台除時代華納有線持有之外的其餘股份。紐約一台以其對紐約市本地社區新聞的精彩報道而廣受歡迎，尤其是其對市府及州政府的政治報道備受政界人士的密切關注。
許多年來，許多肥皂劇都以紐約市街區為背景舞台，例如：《另個世界》、《地球依舊轉》、《指路明燈》、《我的孩子們》、《只此一生》等。但從2012年起，目前美國所有在播的肥皂劇中已經沒有再以紐約市街區為背景的作品了。

#### 無線電視台
| 頻道號                                  | 電視台        | 台址所在地       | 所屬電視網     |
| --------------------------------------- | ------------- | ---------------- | -------------- |
| 2                                       | WCBS電視台★   | 紐約州紐約市     | CBS電視網      |
| 4                                       | WNBC電視台★   | 紐約州紐約市     | NBC電視網      |
| 5                                       | WNYW電視台★   | 紐約州紐約市     | FOX電視網      |
| 7                                       | WABC電視台★   | 紐約州紐約市     | ABC電視網      |
| 9                                       | WWOR電視台★   | 新澤西州錫考克斯 | MNT電視網      |
| 11                                      | WPIX電視台    | 紐約州紐約市     | CW電視網       |
| 13                                      | WNET電視台    | 新澤西州紐瓦克   | PBS電視網      |
| 14                                      | WNDT-CD電視台 | 紐約州紐約市     | FNX電視網      |
| 21                                      | WLIW電視台    | 紐約州花園城     | PBS電視網      |
| 25                                      | WNYE電視台    | 紐約州紐約市     | 非商業獨立台   |
| 31                                      | WPXN電視台※   | 紐約州紐約市     | ION電視網      |
| 33                                      | WJLP電視台※   | 新澤西州中城鎮   | 難忘娛樂電視網 |
| 41                                      | WXTV電視台★   | 新澤西州帕特森   | 環球電視網     |
| 46                                      | WMBQ-CD電視台 | 紐約州紐約市     | FNX電視網      |
| 47                                      | WNJU電視網★   | 新澤西州林登     | 世界電視網     |
| 48                                      | WRNN電視台    | 紐約州新羅謝爾   | 商鋪優質電視網 |
| 49                                      | WEDW電視台    | 康涅狄格州斯坦福 | PBS電視網      |
| 50                                      | WNJN電視台    | 新澤西州蒙特克萊 | PBS電視網      |
| 54                                      | WTBY電視台※   | 新澤西州澤西市   | TBN電視網      |
| 55                                      | WLNY電視台    | 紐約州裡弗黑德   | 獨立台         |
| 63                                      | WMBC電視台    | 新澤西州牛頓     | 獨立台         |
| 68                                      | WFUT電視台※   | 新澤西州紐瓦克   | 環球＋電視網   |
| 註解： 1. ★表示為該電視網的核心電視台。 |               |                  |                |

| 電視台        | 台址所在地           | 播出年代       |
| ------------- | -------------------- | -------------- |
| KC2XAK電視台  | 康涅狄格州布裡奇波特 | 1949年－1952年 |
| W26CE電視台   | 紐約州紐約市         | 1984年－2021年 |
| WMUN-CD電視台 | 紐約州紐約市         | 1988年－2017年 |
| WRTV電視台    | 新澤西州阿斯伯裡帕克 | 1954年－1955年 |
| WNYJ-TV電視台 | 新澤西州西米爾福德   | 1996年－2017年 |
| WWPS-LP電視台 | 新澤西州金內隆       | 1991年－2016年 |

#### 衛星及網絡電視台
| - CBS新聞紐約台 - 紐約城市大學電視台 - 紐約一台 | - 新聞12電視網 - 麥迪遜廣場花園電視網 | - 紐約體育電視網 - 揚基娛樂體育電視網 |

## 紐約的媒體形象
由於紐約市那龐大的城市規模和深遠的文化影響力，它一直是美國乃至全球諸多大眾媒體所願意展示的城市形象之一；但有趣的是，這些形象不僅豐富還往往相互衝突。從伍迪·艾倫電影中所展示的紐約市那精緻而世俗的大都會形象，到馬丁·斯科塞斯電影《出租車司機》裡所描繪的那般如地獄一樣的混亂都市叢林，紐約市幾乎成為各種大城市生活裡可以想象的不同景象的架空背景。
在早期的電影作品裡，紐約市的形象是文雅而精緻。而到了1970年代，隨著紐約市陷入到危機時代，此時的電影作品：如1969年的《午夜牛郎》、1971年的《霹靂神探》和1974年的《猛龍怪客》等電影裡的紐約市則變得充滿混亂和暴力。但隨著紐約市在1990年代的復興，電影裡的紐約市也開始出現新的形象。例如《宋飛傳》和《慾望都市》都展示了紐約城市生活的魅力和趣味。儘管隨著紐約市大力打擊暴力犯罪而讓該市已成為全美最安全的大城市，但是像《法律與秩序》與蜘蛛俠系列等犯罪題材作品還是繼續以這個城市作為背景舞台。
2006年4月，《紐約時報》文藝版刊載的一篇文章引用了包括薛尼·盧梅和保羅·馬佐斯基在內的幾位電影創作者的話，闡述了當代電影是如何將這座大都會描寫得比真實的現在紐約市要更加“繁華、恐怖、振奮、殘酷”，以及這對電影創作者們所構成的相應挑戰。 文章還引用了知名導演伍迪·艾倫製片人羅伯特·格林赫特的話，他說儘管紐約的淨化程度越來越高，“紐約人的個性卻和芝加哥人大相徑庭。有一種你在其他地方無法獲得的活力與基調。而且這裡的人力資源也比其他地方要有趣——有一行式的女售貨員或警察，而這剛好是導演所在尋找的。”

### 與紐約市相關的媒體列表
- 新聞工作者中的紐約人列表（英语：New Yorkers in journalism）
- 以紐約市為背景的書籍列表（英语：List of books set in New York City）
- 以紐約市為背景的電影列表（英语：List of films set in New York City）
- 以紐約市為背景的電視節目列表（英语：List of television shows set in New York City）
- 以紐約市為背景的視頻遊戲列表（英语：List of video games set in New York City）

## 外部連接
- 紐約市市長辦公室媒體與娛樂事務組 （页面存档备份，存于）
- 曼哈頓社區電視網 （页面存档备份，存于）
- 在線紐約廣播電台 （页面存档备份，存于）